# Barwick, Somerset
Barwick är en by i Somerset, England. Byn är belägen 2 km från Yeovil.